# Павлос Контідес
Павлос Контідес  (грец. Παύλος Κοντίδης, 11 лютого 1990) — кіпріотський яхтсмен, олімпійський медаліст. Контідес виборов першу в історії Кіпру олімпійську медаль.

## Виступи на Олімпіадах
| Олімпіада   | Дисципліна | Місце  |
| ----------- | ---------- | ------ |
| Пекін 2008  | Лазер      | 13     |
| Лондон 2012 | Лазер      | Срібло |
| Ріо 2016    | Лазер      | 7      |
| Токіо 2020  | Лазер      | 4      |
| Париж 2024  | Лазер      | Срібло |